# Carex ramosa
Carex ramosa är en halvgräsart som beskrevs av Carl Ludwig von Willdenow. Carex ramosa ingår i släktet starrar, och familjen halvgräs. Inga underarter finns listade i Catalogue of Life.